# Ford Ikon
Ford Ikon – samochód osobowy klasy aut miejskich produkowany pod amerykańską marką Ford w latach 1999 – 2015.

## Pierwsza generacja

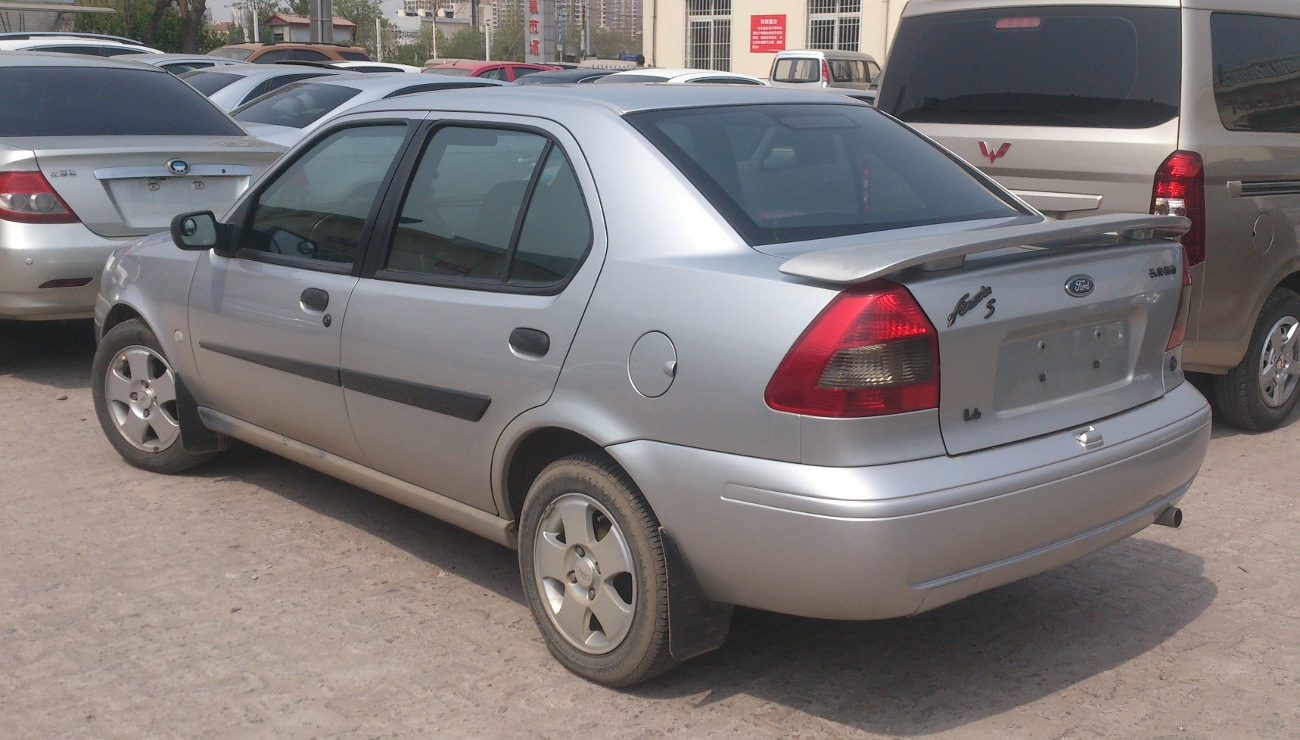
Ford Ikon I - tył

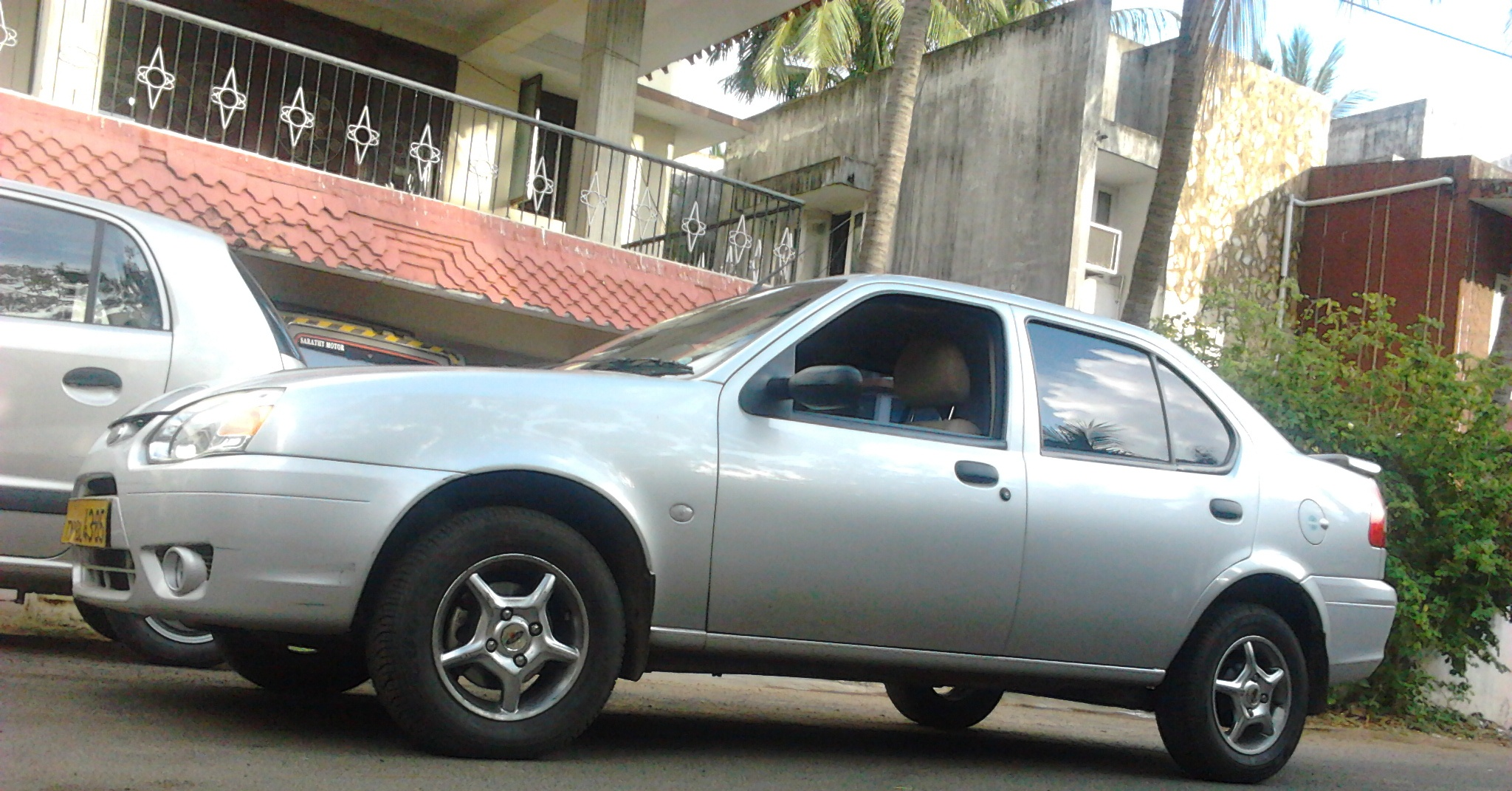
Ford Ikon I po liftingu

Ford Ikon I został zaprezentowany po raz pierwszy w 1999 roku.
Pod koniec lat 90. XX wieku Ford podjął decyzję o opracowaniu małego, miejskiego sedana na bazie znanej z rynku europejskiego Forda Fiesty IV. Tak powstał model Ikon, który wyróżniał się jedynie trójbryłowym nadwoziem i delikatnie zmodyfikowanym zderzakiem. Samochód trafił do sprzedaży na rynkach rozwijających się - Indie, Chiny, Meksyk, oraz Afryka Południowa. 

### Lifting i sprzedaż
Po tym, jak w 2007 roku Ford przedstawił zupełnie nowego Ikona II opartego na bazie Fiesty V, indyjski oddział marki zdecydował się dalej oferować poprzedni model, w listopadzie 2008 roku poddając go modernizacji. Zmieniono kształt reflektorów, a także zmodyfikowano zderzaki i listę wyposażenia. Ikon II był sprzedawany równolegle jako Fiesta Classic.

### Silniki
- L4 1.3l 75 KM
- L4 1.6l 95 KM
- L4 1.8l 60 KM

## Druga generacja

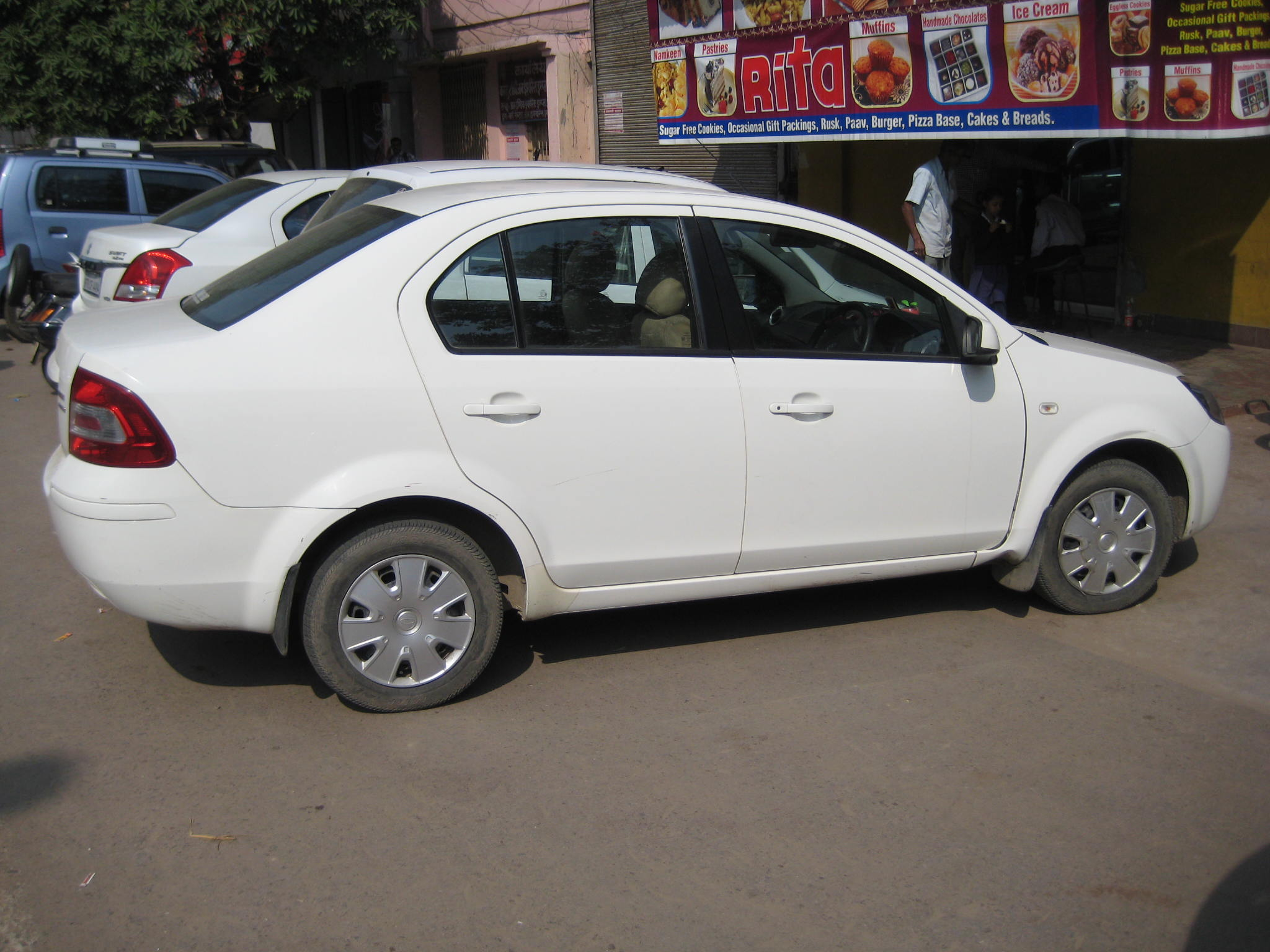
Ford Ikon II - tył

Ford Ikon II został zaprezentowany po raz pierwszy w 2007 roku.
W 2007 roku Ford opracował zupełnie nowe wcielenie Ikona. Samochód powstał tym razem na bazie nowszej, piątej generacji Fiesty, otrzymując jednak zupełnie inny wygląd zewnętrzny. Z pokrewnym modelem Ikon II dzielił jedynie wystrój wnętrza i kokpit. Samochód oferowano z przeznaczeniem na rynek Afryki Południowej i Indii, gdzie oferowano go równolegle z pierwszą generacją jako Fiesta Classic. Produkcja zakończyła się w 2015 roku na rzecz drugiej generacji modelu Figo.

### Silniki
- L4 1.6l 101 KM
- L4 1.4l Turbodiesel 68 KM